# Megumi Jokota
Megumi Jokota (* 5. října 1964, prefektura Niigata, Japonsko) je japonská dívka, která byla v roce 1977 ve svých 13 letech unesena severokorejským agentem. Je jedním z nejméně 17 japonských občanů unesených Severní Koreou mezi lety 1977 a 1983. Severní Korea uznala, že Jokotu unesla, ale tvrdí, že v zajetí zemřela. Jokotini rodiče věří, že Jokota stále někde v KLDR žije a zahájili veřejnou kampaň mající za cíl zajistit její návrat do Japonska.

## Historie
Jokota byla unesena 15. listopadu 1977 ve svých třinácti letech, když šla ze školy domů. Severokorejští agenti jí měli dovléknout do lodi a převést do severokorejského zařízení, kde ji naučili korejštinu. V tomto zařízení se nacházeli další unesení studenti ve věku 16 až 18 let, kteří byli uneseni z Jižní Koreje v srpnu 1977. O rok později, v srpnu 1978, byli na místo přivezeni další tři šestnáctiletí studenti. Mezi nimi byl Kim Youngnam, který si měl později vzít Jokotu.
Poté, co se naučila korejsky, byla nucena učit severokorejské špiony japonštinu a japonskou kulturu. Informace o únosu Jokoty byla sdělena jejím rodičům v lednu 1997. V roce 2002 Severní Korea potvrdila, že Jokotu unesla, a tvrdila, že Jokota spáchala sebevraždu. Dále KLDR poslala do Japonska údajně její ostatky. Japonsko provedlo DNA test, který prokázal, že se nemůže jednat o její ostatky, a Jokotina rodina nevěřila, že by Jokota mohla spáchat sebevraždu. Předpokládá se, že ji unesl Sin Gwang-su.
V roce 1986 si Jokota vzala Jihokorejce Kima Young-nama, který byl také unesen. Páru se v roce 1987 narodila dcera Kim Hye-gyong. V červnu 2006 bylo Kimově rodině (který si mezitím vzal jinou ženu) dovoleno navštívit Kima na území KLDR. Během návštěvy potvrdil, že Jokota spáchala v roce 1994 sebevraždu z důvodu duševních problémů a že se o to pokusila již předtím. Také potvrdil, že navrácené ostatky jsou pravé. Jeho komentáře jsou ale považovány za součást oficiální propagandy, Megumin otec prohlásil, že „mu bylo nejspíš nařízeno, co může říct“, a že „vypadal, jako kdyby něco četl“ Choi Seong Ryong, předseda podpůrčí skupiny pro příbuzné unesených, prohlásil, že získal severokorejský dokument zmiňující, že Jokota zemřela na následky deprese 11. prosince 2004.
Zejména v Japonsku panuje obecné přesvědčení, že Jokota stále žije. V listopadu 2011 uvedl jihokorejský magazín, že v seznamu obyvatel Pchjongjangu z roku 2005 je uvedena žena se jménem Kim Eun Gong se stejným datem narození jako Jokota. Tento seznam uvádí jejího manžela jako „Kim Yong Nam“. Japonská vláda 18. listopadu 2011 potvrdila, že seznam prověřila, ale ještě nedospěla k žádnému závěru. Zdroje poté prohlásily, že Kim Eun Gong je ve skutečnosti Jokotina 24letá dcera. V srpnu 2012 prohlásil Choi, že jeho zdroje v KLDR mu řekly, že Kim Eun Gong byla svěřena sestře Kim Čong-una a že KLDR může chtít využít Kim ve svých diplomatických jednáních s Japonskem. V roce 2010 měla KLDR údajně nabídnout Jokotiným rodičům navštěvu Kim Eun Gyong v jiné zemi než v Japonsku. Japonská vláda a Jokotini rodiče nabídce nevěřili a považovali ji za lest. V březnu 2014 se Jokotini rodiče poprvé potkali se svou vnučkou a její dcerou (otec nebyl identifikován), a to v Mongolsku.

## DNA kontroverze
Jokota údajně zemřela ve svých 29 letech. Úmrtní list, který toto měl prokazovat, je zřejmě podvrh a DNA test provedený na ostatcích toto neprokázal.
Článek publikovaný v časopisu Nature (vydání ze dne 3. února 2005) odhalil, že DNA testy na Meguminých ostatcích byly provedeny Yoshiem Tomiou. Yoshii měl nižší akademický status a dle svých slov neměl zkušenost s analýzou vzorků ostatků a svůj test prohlásil za nepřesvědčivý. Podle něj mohly být vzorky kontaminovány kýmkoliv, kdo s nimi přišel do kontaktu. Vzorky byly při testech spotřebovány a nezávislé ověření tedy není možné.
Japonská vláda prohlásila tento článek za neadekvátní a mylně vysvětlující okolnosti ohledně vládou zadaného testu. Nature odpověděl v editorialu z 17. března:
Japonsko má právo pochybovat o každém tvrzení Severní Korey. Interpretace DNA testů provedených japonskou vládou ale překračuje vědecké hranice. Rozhovor s výzkumníkem provádějícím testy ukázal, že ostatky mohly být jen kontaminované a případné DNA testy jsou tedy neprůkazné. Tato možnost je pro japonskou vládu nepohodlná, jelikož ta by raději popisovala Severní Koreu jako zcela jasně podvádějící zemi.
Musíme nevyhnutelně uznat, že kosti mohly být kontaminované. Je také jistě možné, že Severní Korea lže. DNA testy, na které se Japonsko spoléhá, tento problém ale vyřešit nemohou. Problém nespočívá ve vědě samé, ale ve faktu, že se do vědy míchá vláda. Věda stojí na předpokladu, že všechny experimenty a veškeré pochybnosti s nimi se spojující musí umožnit kontrolu. Argumenty ostatních vědců, že na testech měl pracovat širší tým, jsou přesvědčivé. Proč Japonsko věří jedinému vědci pracujícímu o samotě?

Kroky Japonska vypadají jako zoufalá snaha vyrovnat se s diplomatickým selháním. Část zátěže vzniklé díky diplomatické a politické chybě Japonska je přenášena na vědce, který jen dělal svou práci - vyvozuje závěry z experimentů a předkládá o nich důvodné pochybnosti. Spor mezi Severní Koreou a Japonskem nebude vyřešen testem DNA. O interpretaci těchto testů nemůže rozhodnout vláda ani jedné země. Jednání se Severní Koreou není legrace, ale to neospravedlňuje porušení pravidla o separaci vědy a politiky. 